# Бају
Бају (фр. Baillou) насеље је и општина у централној Француској у региону Центар (регион), у департману Лоар и Шер која припада префектури Вандом.
По подацима из 2011. године у општини је живело 247 становника, а густина насељености је износила 12,44 становника/km². Општина се простире на површини од 19,85 km². Налази се на средњој надморској висини од 152 метара (максималној 166 m, а минималној 88 m).

## Демографија
| 1962. | 1968. | 1975. | 1982. | 1990. | 1999. | 2011. |
| ----- | ----- | ----- | ----- | ----- | ----- | ----- |
| 298   | 354   | 276   | 250   | 230   | 229   | 247   |

График промене броја становника у току последњих година